# 판타지 골프 팡야 포터블
《판타지 골프 팡야 포터블》은 엔트리브 소프트가 개발한 플레이스테이션 포터블용 스포츠 게임 소프트웨어이다. 가격은 3만 9천원이었으며, 특별판은 약 7만원이었다. 또한 PSP-3005와 패키지화 해서 팔기도 하였다.
팡야 포터블은 온라인 팡야에 비교해서 전혀 뒤떨어지지 않는 그래픽을 자랑하며, 스토리 모드를 추가해 기존 온라인 팡야와는 색다른 즐길거리를 제공했다. 또한 새로운 코스튬과 캐릭터를 모으는 재미도 있다. 초회 한정판에는 psp팡야의 옷을 온라인에서 입을 수 있게 하는 쿠폰을 끼어주었다.